# Alan George Barwys Bourne
Sir Alan George Barwys Bourne, britanski general, * 25. julij 1882, † 24. junij 1967.